# Bacopa monnieri
Bacopa monnieri е многогодишно растение, разпространено в Индия, Бангладеш, части от Европа, Африка и Австралия.
Използва се в аюрведическата медицина заради своите противовъзпалителни действия, както и за засилване на паметта и концентрацията.

## Описание
Стъблата са пълзящи, голи. Листата са продълговати, ланцетни, 0,8 – 2 cm на 3 – 6 mm, по ръба цели или рядко назъбени, със заоблен връх. Чашелистчета са 5, около 5 mm. Семената – жълто-кафяви, елипсовидни, в единия край насечени, надлъжно набраздени. Цъфти от май до октомври. Расте на влажни места, пясъци, под 1100 m н.в.
В Индия се нарича брахми (ब्राह्मी).